# Сан-Дзено-ди-Монтанья
Сан-Дзено-ди-Монтанья (итал. San Zeno di Montagna) — коммуна в Италии, располагается в провинции Верона области Венеция.
Население составляет 1342 человека (2008 г.), плотность населения составляет 48 чел./км². Занимает площадь 28 км². Почтовый индекс — 37010. Телефонный код — 045.
Покровителем коммуны почитается святой Зенон Веронский, празднование 21 мая.

## Демография
Динамика населения:

## Администрация коммуны
- Официальный сайт: http://www.comunesanzenodimontagna.it